# Challenger de Roanne 2022
El torneo Open International de Tennis de Roanne 2022 fue un torneo de tenis perteneció al ATP Challenger Tour 2022 en la categoría Challenger 100. Se trató de la 2ª edición; el torneo tuvo lugar en la ciudad de Roanne (Francia), desde el 7 hasta el 13 de noviembre de 2022 sobre pista dura bajo techo.

## Jugadores participantes del cuadro de individuales
| Favorito | País                 | Jugador              | Rank1 | Posición en el torneo |
| -------- | -------------------- | -------------------- | ----- | --------------------- |
| 1        | Bandera de Moldavia  | Radu Albot           | 81    | Primera ronda         |
| 2        | Bandera de Francia   | Hugo Gaston          | 84    | CAMPEÓN               |
| 3        | Bandera vacío        | Pavel Kotov          | 98    | Cuartos de final      |
| 4        | Bandera de Australia | Jason Kubler         | 104   | Primera ronda         |
| 5        | Bandera de Georgia   | Nikoloz Basilashvili | 106   | Cuartos de final      |
| 6        | Bandera de Australia | Alexei Popyrin       | 107   | Semifinales           |
| 7        | Bandera de Francia   | Hugo Grenier         | 118   | Primera ronda         |
| 8        | Bandera de España    | Fernando Verdasco    | 119   | Segunda ronda, retiro |

- 1 Se ha tomado en cuenta el ranking del 31 de octubre de 2022.

### Otros participantes
Los siguientes jugadores recibieron una invitación (wild card), por lo tanto ingresan directamente al cuadro principal (WC):
- Ugo Blanchet
- Arthur Fils
- Giovanni Mpetshi Perricard

Los siguientes jugadores ingresan al cuadro principal tras disputar el cuadro clasificatorio (Q):
- Mathias Bourgue
- Antoine Hoang
- Maxime Janvier
- Alibek Kachmazov
- Alexandar Lazarov
- Valentin Royer

## Campeones

### Individual Masculino
- Hugo Gaston derrotó en la final a  Henri Laaksonen, 6–7(6), 7–5, 6–1

### Dobles Masculino
- Sadio Doumbia /  Fabien Reboul derrotaron en la final a  Dustin Brown /  Szymon Walków, 7–6(5), 6–4